# Compagnie des tramways à vapeur de la Chalosse et du Béarn
La Compagnie des Tramways à Vapeur de la Chalosse et du Béarn (TVCB) a exploité un réseau de tramways à voie métrique dans le département des Landes et de celui des Pyrénées-Atlantiques entre 1909 et 1937. 

## Histoire
La compagnie TVCB obtient la concession le 10 octobre 1905 d'un réseau constitué de deux lignes de tramways dans le département des Landes avec une incursion dans le département voisin des Basses-Pyrénées, reliant Orthez à Aire et Dax à Amou, qu'elle ouvre à partir de 1909. Le 14 janvier 1935 le service des voyageurs est arrêté et le 31 décembre 1937 celui des marchandises, entrainant la fermeture du réseau.
Elle obtient également du département des Basses-Pyrénées la concession de deux autres lignes de tramway : le 11 janvier 1913 celle d'une ligne de Sauveterre à Peyrehorade, et le 29 mars 1914 celle d'une ligne de Pau à Sault-de-Navailles. Compte tenu de la guerre, ces lignes ne seront jamais achevées ; seul un tronçon de la seconde, reliant Pau au camp d'aviation de Pont-Long, a été ouverte en 1916 et exploitée par la compagnie du chemin de fer de Pau-Oloron-Mauléon.

## Les lignes
Le centre du réseau était situé à Dax où se trouvaient le dépôt et les ateliers :
- Dax - Peyrehorade-Sablot ;
- Dax - Amou: (33,9km), ouverture 1909 ;
- Orthez - Aire-sur-Adour: (79km), ouverture 1909.

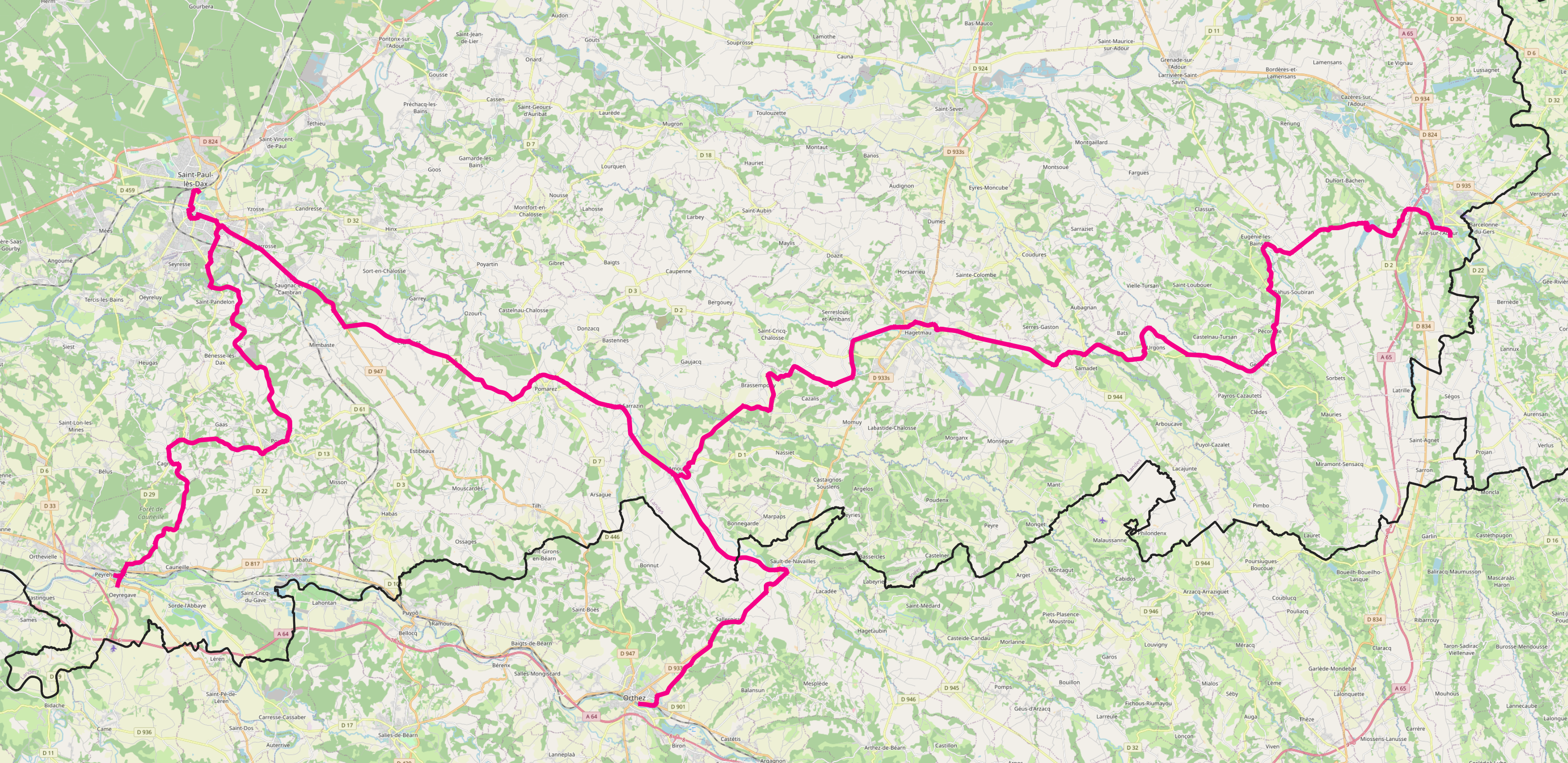
Réseau de tramway en Chalosse au début du XXe siècle

### Dax - Peyrehorade-Sablot
Cette ligne, longue de 31 km, a été ouverte en 1914.
Liste des gares, haltes, arrêts obligatoires et arrêts facultatifs :
- Peyrehorade Sablot (gare)
- Guichelet (arrêt facultatif : a.f.)
- Lasserre (halte)
- Jean Rousseau (a.f.)
- Bedat (arrêt obligatoire : a.o.)
- Uzeray (a.f.)
- Cagnotte
- Constantine (a.f.)
- Gaas (halte)
- Camins (a.f.)
- Lédebose (a.f.)
- Pouillon
- Bidas (halte)
- Bénesse-lès-Dax
- Argets (a.f.)
- Saint Pandelon
- Carrières de St Pandelon (halte)
- Pont de St Pandelon (halte)
- Sartou (a.f.)
- Le Broy du Bas (a.f.)
- Dax St Pierre
- Bd Claude Lorrin (a.o.)
- St Pierre (halte)
- Jardin Public (a.o.)
- Foirail (a.o.)
- Casino (a.o.)
- Sablar (a.o.)
- Saint-Paul (a.o.)
- Dax Midi

## Matériel roulant
Les trains devaient être composés de huit voitures maximum et ne pas dépasser 60 mètres de long. Leur vitesse était limitée à 25 km/h.
Matériel d'origine :
Locomotives
- N° 1 à 2, type 030t, livrées par Corpet-Louvet en 1905 (n° construction 1032,1033)
- N° 3, type 030t, livrée par Corpet-Louvet en 1906 (n° construction 1102)
- N° 4, type 030t, livrée par Corpet-Louvet en 1907 (n° construction 1135)
- N° 5 à 7, type 030t, livrées par Corpet-Louvet en 1909 (n° construction 1196,1198)
- N° 8 & 9, type 130t, livrées par La Meuse

Voitures à voyageurs
- voiture à 2 essieux Salon Fumoir, type A, livrée par la Société Chevalier, Cheylus Jeune & Cie , 1 unité
- voitures à 2 essieux type C, livrées par la Société Chevalier, Cheylus Jeune & Cie , 6 unités

Matériel complémentaire
- voitures à bogies, type ABD, livrées par Blanc-Misseron, 9 unités
- voitures à bogies, type B, livrées par Blanc-Misseron, 5 unités